# Laize-Clinchamps
Laize-Clinchamps – gmina we Francji, w regionie Normandia, w departamencie Calvados. W 2013 roku liczba ludności wynosiła 1790 mieszkańców. 
Gmina została utworzona 1 stycznia 2017 roku z połączenia dwóch ówczesnych gmin: Clinchamps-sur-Orne oraz Laize-la-Ville. Siedzibą gminy została miejscowość Laize-la-Ville.